# Кюльвяянсаари
Кюльвяянсаари — небольшой остров в Ладожском озере. Относится к группе Западных Ладожских шхер. Территориально относится к Лахденпохскому району Карелии, Россия.
Имеет неправильную округлую форму диаметром 2,2 км.
Остров расположен в Якимварском заливе, образуя её северный край. На востоке узким проливом отделен от острова Хепасалонсари. Берега изрезаны, образуют много заливов. В центре острова находится озеро, которое стекает ручьём на запад. Покрыт лесами.